# تیم ملی فوتبال موزامبیک
تیم ملی فوتبال موزامبیک نماینده کشور موزامبیک در مسابقات بین‌المللی و آفریقایی است که زیر نظر فدراسیون فوتبال موزامبیک فعالیت می‌کند.
اولین بازی رسمی این تیم در تاریخ ۱۲ دسامبر ۱۹۷۷ میلادی در برابر تیم ملی فوتبال تانزانیا برگزار شده است.